# Hobo Bobo
 (juillet 2020).
Pour plus de détails, voir Fiche technique et Distribution.
Hobo Bobo est un cartoon américain Merrie Melodies de 1947 réalisé par Robert McKimson. 